# BD-J
BD-J（Blu-ray Disc Java）とは、斉藤千尋が開発した、Blu-ray Disc（BDビデオ）における対話型のコンテンツのための基盤である。

## 概要
BD-J を使った Blu-ray Disc での特典コンテンツはDVD-Videoにおけるものよりずっと洗練されており、ネットワークアクセスをしたり（最新の予告編をダウンロードしたり、撮影現場の映像を見せたり）、ピクチャインピクチャ機能やローカルなストレージにアクセスしたりできる。BD-J は Blu-ray Disc Association が開発した。ビデオコンテンツをサポートする Blu-ray Disc プレーヤーは BD-J をサポートすることが義務付けられている。ただし、初期のプレーヤーにはインターネットアクセスやストレージアクセス、ピクチャインピクチャといった機能はサポートされていなかった。（インターネットアクセスを除いた）これらの機能を「Bonus View」と呼び、インターネットアクセスを含めたものを「BD Live」と呼ぶ。2007年10月31日以降、新規に発売されるプレーヤーには Bonus View の搭載が義務付けられているが、機種によってはファームウェアの更新が必要なものもある。BD Live は現在もオプション機能である。

## 技術
BD-J は、Globally Executable MHP（GEM）のパッケージ化メディアプロファイルに基づいている。GEM はデジタルテレビのアプリケーション標準であり、汎用的な放送用プロファイルとして Multimedia Home Platform（DVB-MHP）、北米のケーブルテレビ向けプロファイルとして OpenCable Application Platform（OCAP）、アメリカでの放送向けとして Advanced Common Application Platform（ACAP）がある。GEM はETSIの標準であり、DVB-MHP はDVBの標準である。GEM ベースの標準はすべてサン・マイクロシステムズの Java 技術に基づいている。BD-J、MHP、OCAP、ACAP はすべて Java ベースであるため、コンテンツの相互運用性が非常に高い。

## コンテンツ開発
コンテンツ制作には様々な形式が可能である。NetBeansやEclipseのような統合開発環境を使った開発もあれば、プログラミングしないグラフィカルな環境（Macromedia Director のようなもの）を使ったり、HTML/XML/SVG といったデータ形式を解釈するレンダリングエンジンを使ったりする方法も考えられる。プログラミング環境全体を Blu-ray Disc プレーヤーに搭載すれば、これまでにない先進的なコンテンツが生まれる可能性を秘めている。その場合、標準の BD-J のインタフェースだけでなく、Java の既存のライブラリやアプリケーションフレームワークを利用することもできる（BD-J は Java バージョン1.3 ベース）。

## サンプルコード
```
import javax.tv.xlet.*;

public class BasicXlet implements Xlet {
  public BasicXlet () {}
  public void initXlet (XletContext context) throws XletStateChangeException {}
  public void startXlet () throws XletStateChangeException {}
  public void pauseXlet () {}
  public void destroyXlet (boolean unconditional) throws XletStateChangeException {}
}

```

## BD-J を使っているタイトル
以下は完全な一覧ではない。
- カーズ
- レミーのおいしいレストラン
- スパイダーマンTMトリロジーBOX
- ビッグ・フィッシュ
- ファンタスティック・フォー:銀河の危機
- デイ・アフター・トゥモロー
- エネミー・ライン
- リーグ・オブ・レジェンド/時空を超えた戦い
- スピード
- 守護神
- チキン・リトル
- パイレーツ・オブ・カリビアン/呪われた海賊たち
- パイレーツ・オブ・カリビアン/デッドマンズ・チェスト
- GHOST IN THE SHELL / 攻殻機動隊
- サマーウォーズ
- ボヘミアン・ラプソディー

#### 二次資料
1. ↑  https://www.oracle.com/jp/java/technologies/javameoverview.html
2. ↑  “Blu-ray Disc Assn. promotes new Bonus View”. 2008年4月6日閲覧。